# Leichtathletik-Weltmeisterschaften 2013/20 km Gehen der Männer

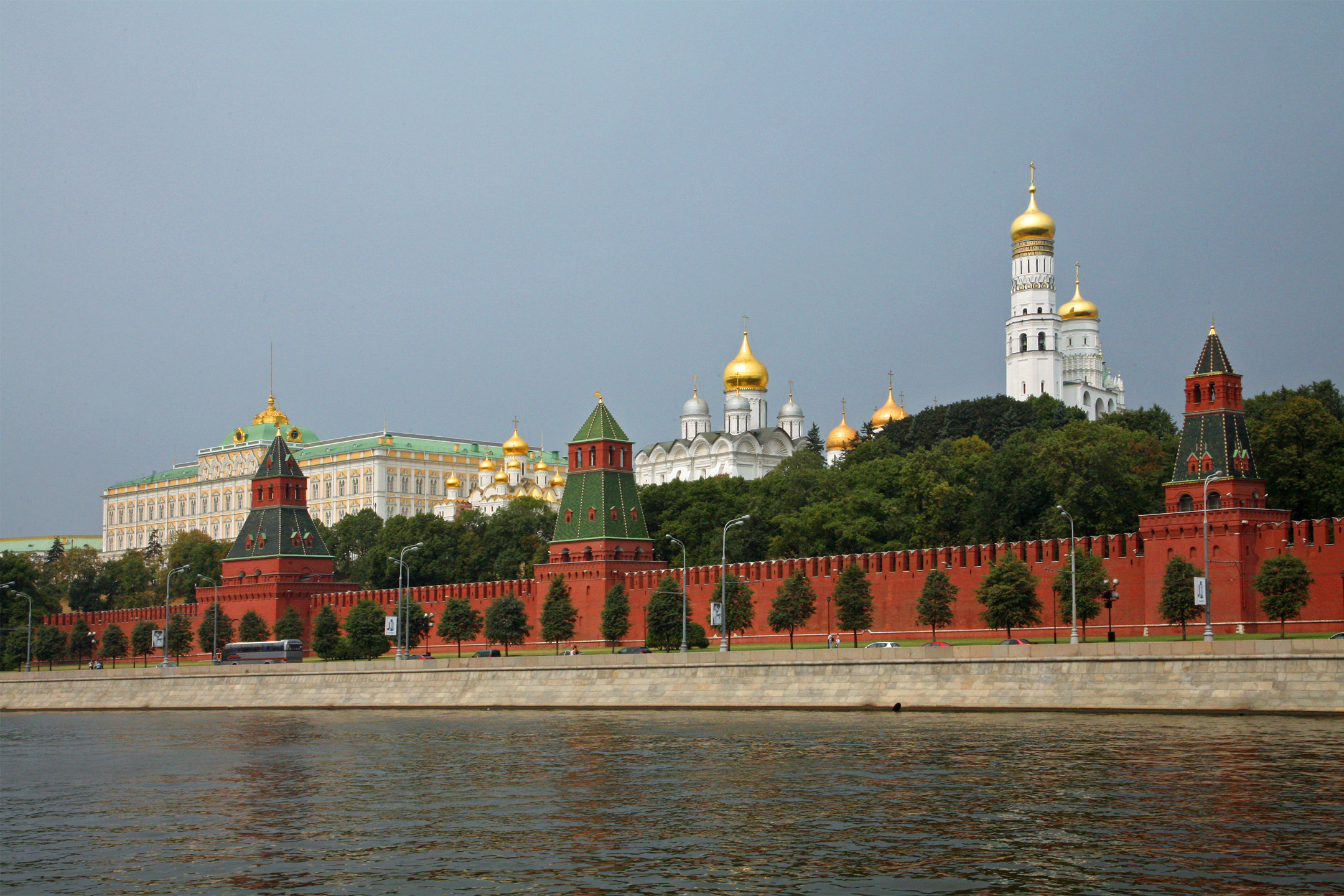
Blick auf Kremlmauer und Kreml im Jahr 2010

Das 20-km-Gehen der Männer bei den Leichtathletik-Weltmeisterschaften 2013 fand am 11. August 2013 um 17:00 Ortszeit (14:00 MESZ) in den Straßen der russischen Hauptstadt Moskau statt.
Weltmeister wurde der aktuelle Olympiasieger Chen Ding aus der Volksrepublik China. Er gewann vor dem Spanier Miguel Ángel López. Bronze ging an den portugiesischen Vizeeuropameister von 2010 und EM-Dritten von 2006 João Vieira.

## Bestehende Rekorde
| Weltrekord | 1:17:16 h | Wladimir Kanaikin | Saransk, Russland            | 29. September 2007 |
| WM-Rekord  | 1:17:21 h | Jefferson Pérez   | WM 2003 in Paris, Frankreich | 23. August 2003    |

Der bestehende WM-Rekord wurde bei diesen Weltmeisterschaften nicht eingestellt und nicht verbessert.
Anmerkung zum Weltrekord:

Ein knappes Jahr nach Kanaikins Weltrekord ging sein russischer Landsmann Sergei Morosow ebenfalls in Saransk 1:16:43 h. Doch diese Leistung wurde nicht als offizieller Weltrekord anerkannt. Kanaikins Zeit wurde erst am 8. März 2015 in Arles, Frankreich, offiziell als Weltrekord unterboten, als der Franzose Yohann Diniz 1:17:02 h erzielte. Damit war allerdings inoffiziell immer noch Morosow der schnellste Geher auf dieser Distanz. Doch nur sieben Tage nach der Rekordverbesserung durch Diniz ging der Japaner Yūsuke Suzuki in Nomi, Japan, 1:16:36 h. Diese schnellste je gegangene Zeit wurde offiziell als Weltrekord anerkannt.

## Doping
Hier gab es zwei Dopingfälle:
- Am 22. März 2019 stellte sich heraus, dass auch diese Disziplin von einem Dopingfall betroffen war. Der ursprünglich als Weltmeister geehrte Russe Alexandr Iwanow musste seine Goldmedaille wieder abgeben, nachdem ihm laut russischem Leichtathletikverband Abweichungen im Blut nachgewiesen worden waren. Alle seine Resultate zwischen Juli 2012 und August 2015 wurden annulliert, darunter seine EM-Silbermedaille von 2014. Außerdem wurde er rückwirkend ab 2. Mai 2017 für drei Jahre gesperrt gesperrt.[2]
- Der zunächst auf Platz 52 geführte Iraner Ebrahim Rahimian hatte mit Erythropoetin (EPO) gedopt und wurde disqualifiziert.[3]

## Ergebnis

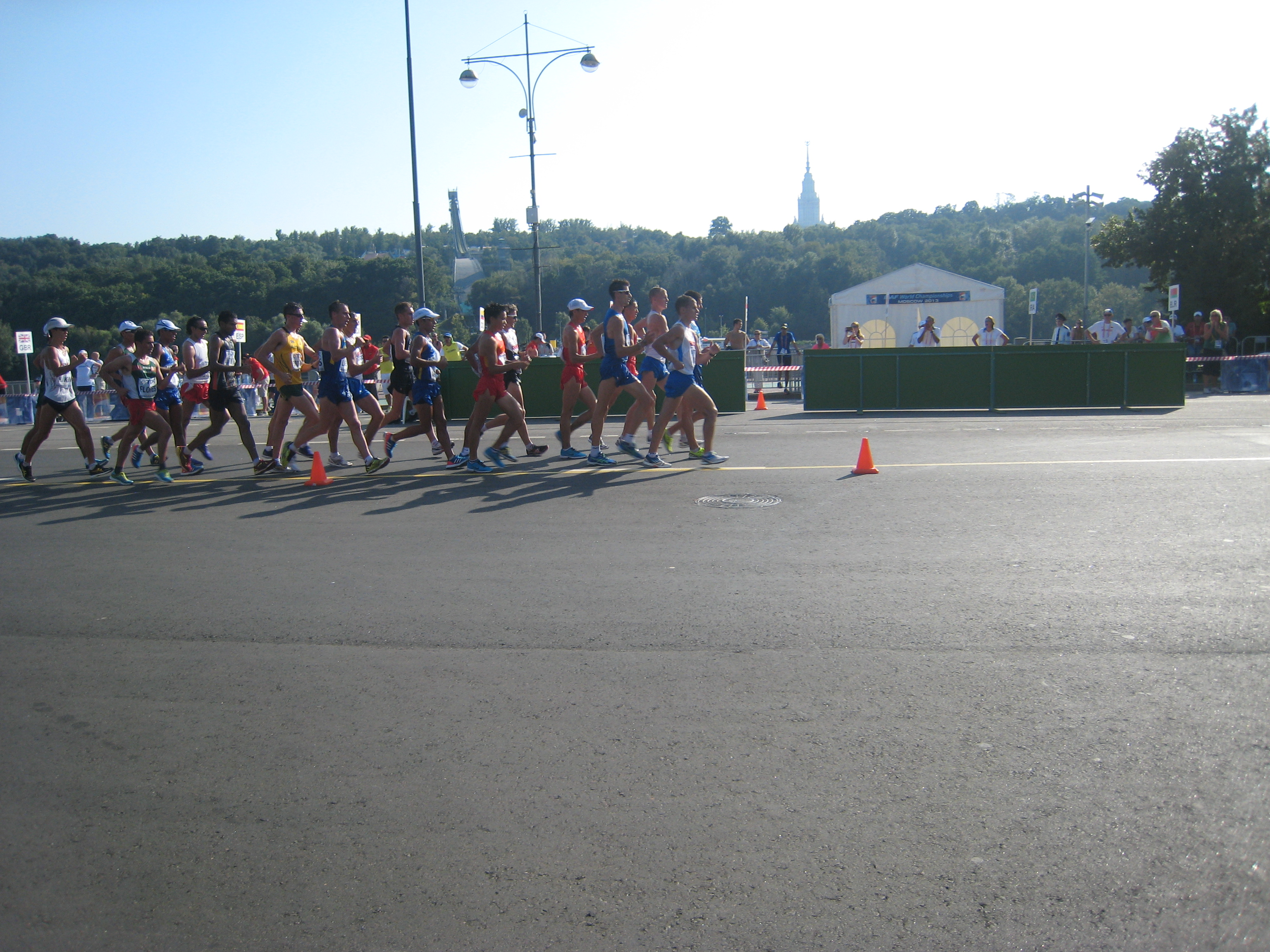
Die Geher über 20 Kilometer auf der Strecke

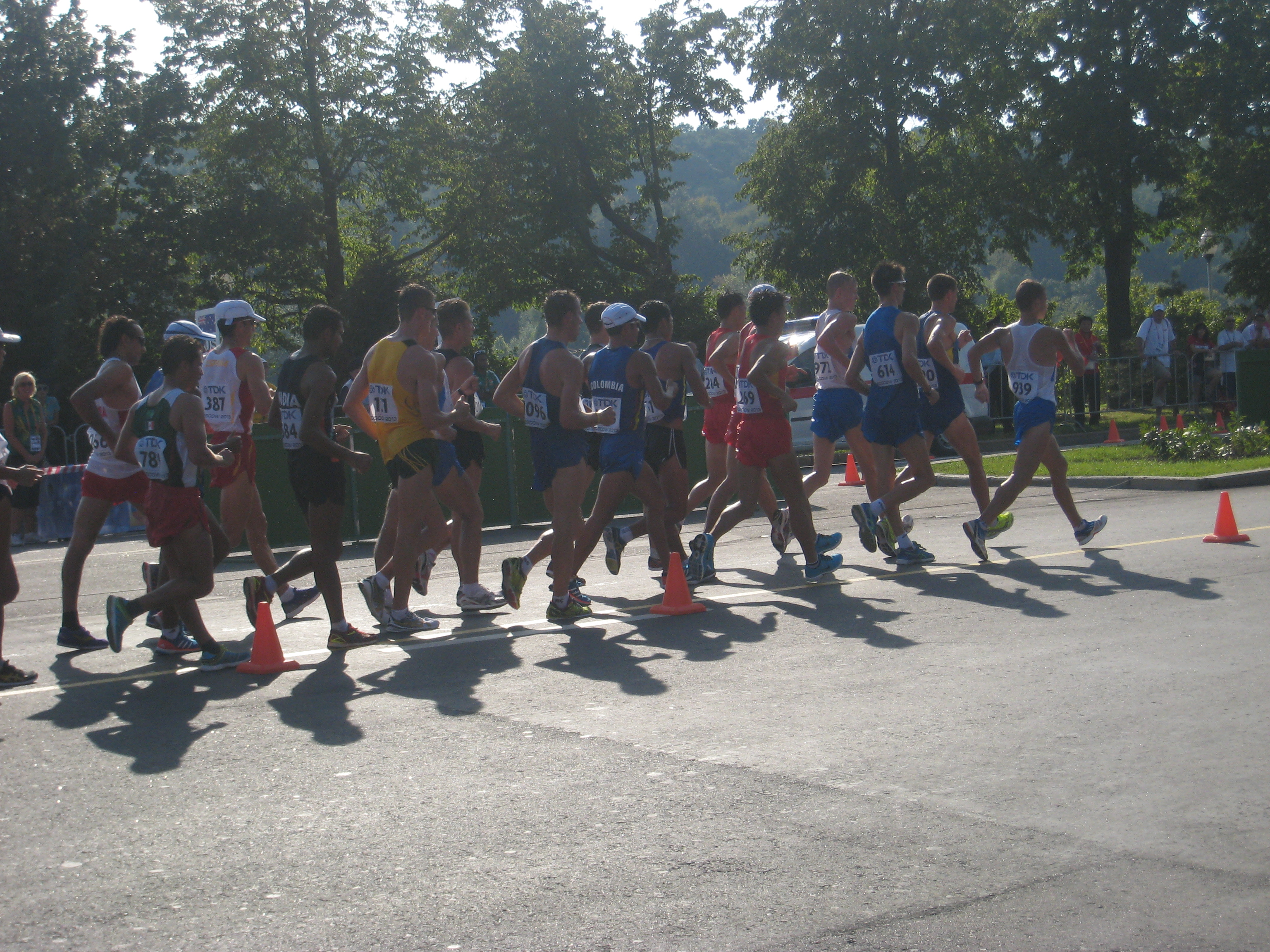
Das Feld der Geher über 20 Kilometer

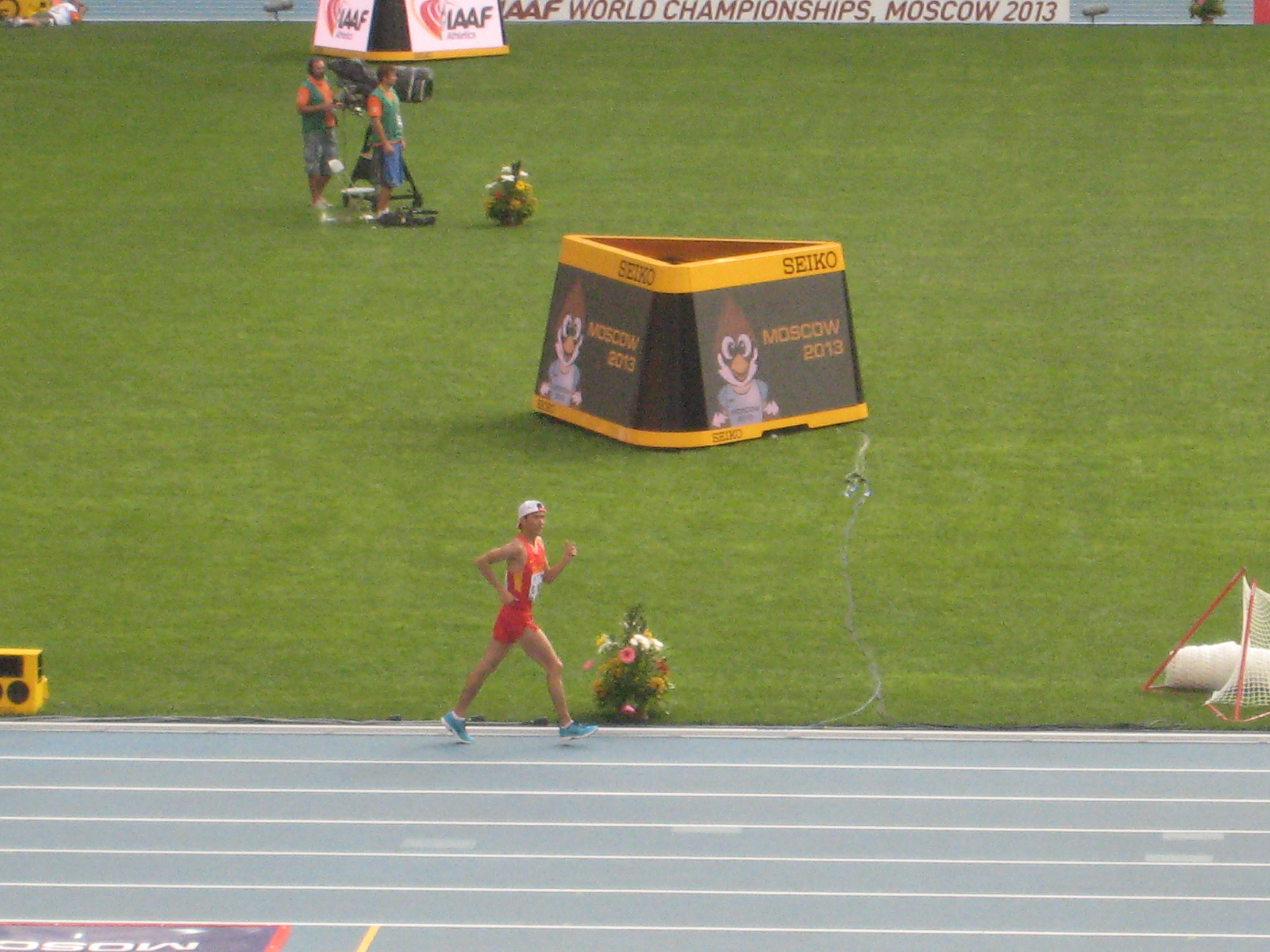
Weltmeister Chen Ding auf der Zielgeraden

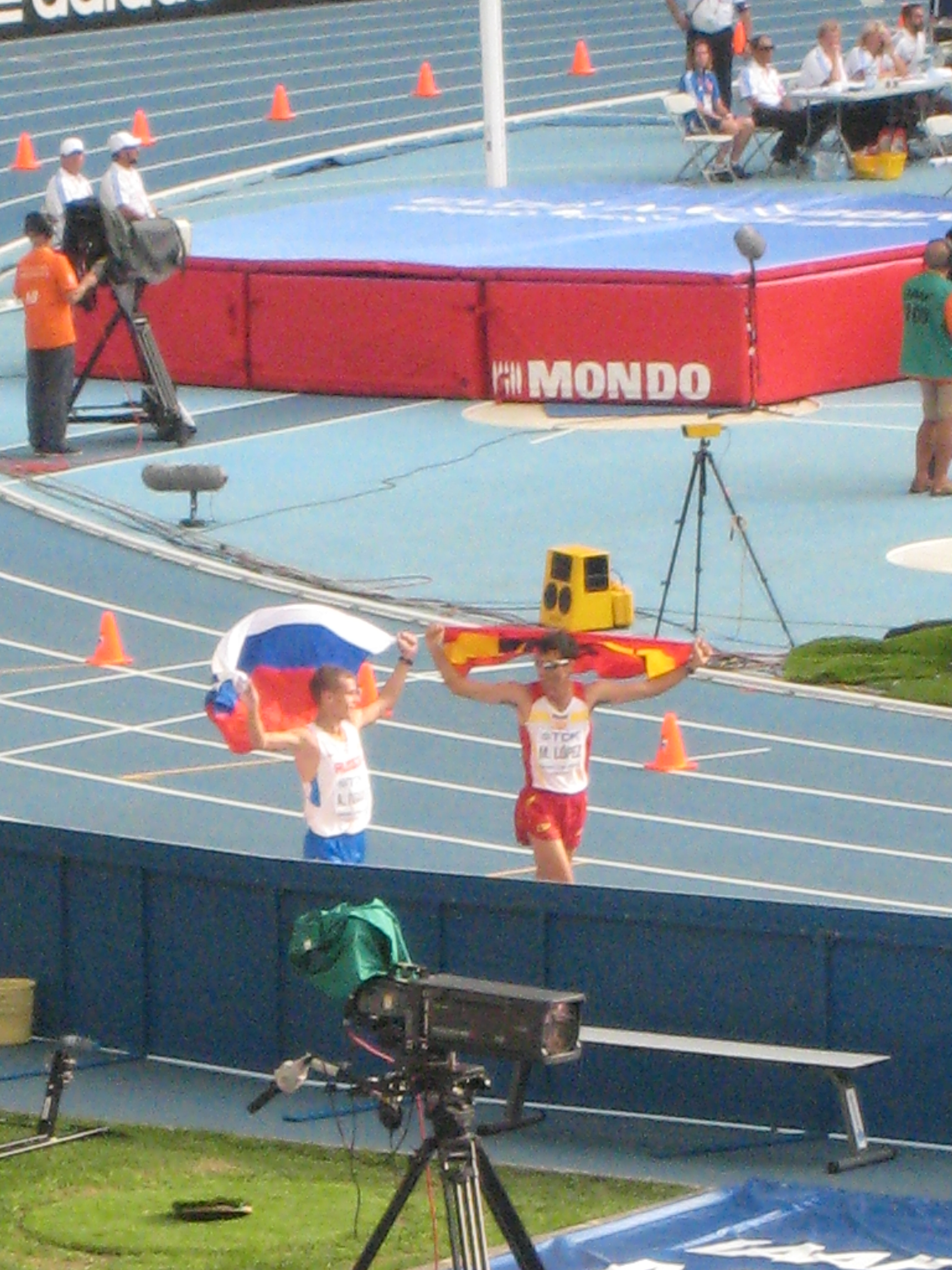
Vizeweltmeister Miguel Ángel López (rechts), hier mit dem später wegen Dopingmissbrauchs disqualifizierten ursprünglichen Sieger Alexandr Iwanow

11. August 2013, 17:00 Uhr
| Platz | Athlet                     | Land                | Zeit (h)                       |
| ----- | -------------------------- | ------------------- | ------------------------------ |
|       | Chen Ding                  | Volksrepublik China | 1:21:09 SB                     |
|       | Miguel Ángel López         | Spanien             | 1:21:21 SB                     |
|       | João Vieira                | Portugal            | 1:22:05                        |
| 04    | Denis Strelkow             | Russland            | 1:22:06                        |
| 05    | Takumi Saito               | Japan               | 1:22:09                        |
| 06    | Ruslan Dmytrenko           | Ukraine             | 1:22:14                        |
| 07    | Iñaki Gómez                | Kanada              | 1:22:21 SB                     |
| 08    | Christopher Linke          | Deutschland         | 1:22:36 SB                     |
| 09    | Kim Hyun-sub               | Südkorea            | 1:22:50 SB                     |
| 10    | Dane Bird-Smith            | Australien          | 1:23:06                        |
| 11    | Yūsuke Suzuki              | Japan               | 1:23:20                        |
| 12    | Jaime Quiyuch              | Guatemala           | 1:23:24                        |
| 13    | Matteo Giupponi            | Italien             | 1:23:27 SB                     |
| 14    | Andrii Kovenko             | Ukraine             | 1:23:46                        |
| 15    | Alexandros Papamichail     | Griechenland        | 1:23:48 SB                     |
| 16    | José Leonardo Montaña      | Kolumbien           | 1:23:50 SB                     |
| 17    | Rolando Saquipay           | Ecuador             | 1:24:01 SB                     |
| 18    | Rafał Augustyn             | Polen               | 1:24:03                        |
| 19    | Benjamin Thorne            | Kanada              | 1:24:26                        |
| 20    | Anton Kučmín               | Slowakei            | 1:24:38                        |
| 21    | Yerko Araya                | Chile               | 1:24:42 SB                     |
| 22    | Ato Ibáñez                 | Schweden            | 1:24:49                        |
| 23    | Álvaro Martín              | Spanien             | 1:25:12                        |
| 24    | Marius Žiūkas              | Litauen             | 1:25:17                        |
| 25    | Cai Zelin                  | Volksrepublik China | 1:25:31                        |
| 26    | Hatem Ghoula               | Tunesien            | 1:25:41                        |
| 27    | Giorgio Rubino             | Italien             | 1:25:42                        |
| 28    | Bertrand Moulinet          | Frankreich          | 1:26:12 SB                     |
| 29    | Iwan Lossew                | Ukraine             | 1:26:32                        |
| 30    | Alex Wright                | Großbritannien      | 1:26:40                        |
| 31    | Diego Flores               | Mexiko              | 1:26:46                        |
| 32    | Gurmeet Singh              | Indien              | 1:26:47                        |
| 33    | Chandan Singh              | Indien              | 1:26:51                        |
| 34    | Mauricio Arteaga           | Ecuador             | 1:27:35                        |
| 35    | Georgi Scheiko             | Kasachstan          | 1:27:41                        |
| 36    | Isaac Palma                | Mexiko              | 1:28:14                        |
| 37    | Perseus Karlström          | Schweden            | 1:28:20 SB                     |
| 38    | Choe Byeong-kwang          | Südkorea            | 1:28:26                        |
| 39    | Sérgio Vieira              | Portugal            | 1:28:34                        |
| 40    | Máté Helebrandt            | Ungarn              | 1:28:49                        |
| 41    | Arnis Rumbenieks           | Lettland            | 1:29:13                        |
| 42    | Federico Tontodonati       | Italien             | 1:29:26                        |
| 43    | Francisco Arcilla          | Spanien             | 1:29:38                        |
| 44    | Witali Anitschkin          | Kasachstan          | 1:30:02                        |
| 45    | Juan Manuel Cano           | Argentinien         | 1:30:45 SB                     |
| 46    | Anibal Paau                | Guatemala           | 1:30:54                        |
| 47    | Dsjanis Simanowitsch       | Belarus             | 1:31:52                        |
| 48    | Andrei Rusawin             | Russland            | 1:32:45                        |
| 49    | Rhydian Cowley             | Australien          | 1:33:35                        |
| 50    | Alejandro Francisco Florez | Schweiz             | 1:35:01                        |
| 51    | Tim Seaman                 | USA                 | 1:36:35                        |
| DNF   | Eider Arévalo              | Kolumbien           |                                |
| DNF   | Kévin Campion              | Frankreich          |                                |
| DNF   | Luis Fernando López        | Kolumbien           |                                |
| DNF   | Lebogang Shange            | Südafrika           |                                |
| DNF   | Dawid Tomala               | Polen               |                                |
| DSQ   | Érick Bernabé Barrondo     | Kolumbien           | IAAF Rule 230.7a 3 Rote Karten |
| DSQ   | Caio Bonfim                | Brasilien           | IAAF Rule 230.7a 3 Rote Karten |
| DSQ   | Byun Young-jun             | Südkorea            | IAAF Rule 230.7a 3 Rote Karten |
| DSQ   | Irfan Kolothum Thodi       | Indien              | IAAF Rule 230.7a 3 Rote Karten |
| DSQ   | Wang Zhen                  | Volksrepublik China | IAAF Rule 230.7a 3 Rote Karten |
| DOP   | Alexandr Iwanow            | Russland            | 1:20:58                        |
| DOP   | Ebrahim Rahimian           | Iran                | 1:35:46                        |
| DNS   | Hassanine Sebei            | Tunesien            |                                |

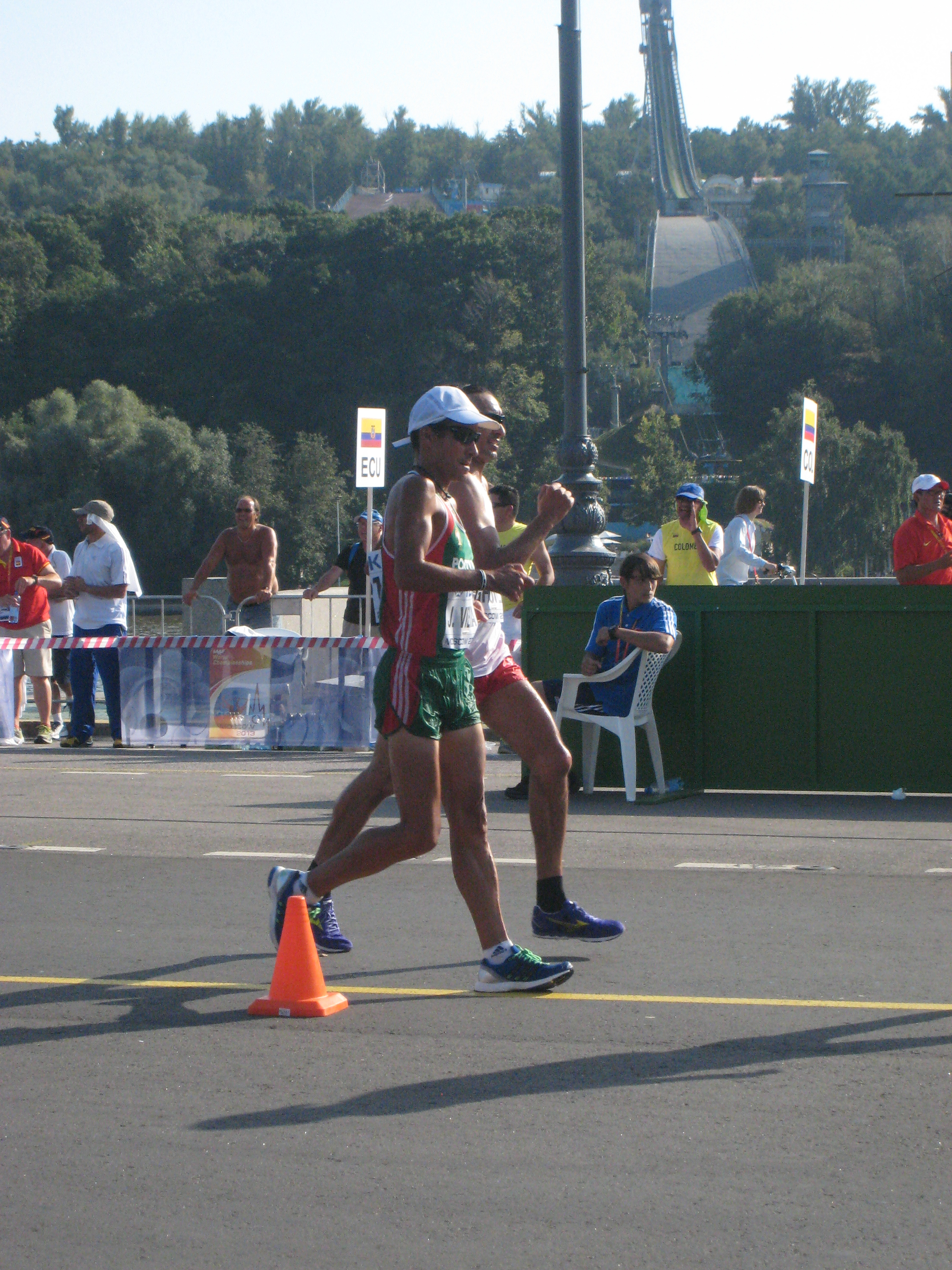
Bronzemedaillengewinner João Vieira
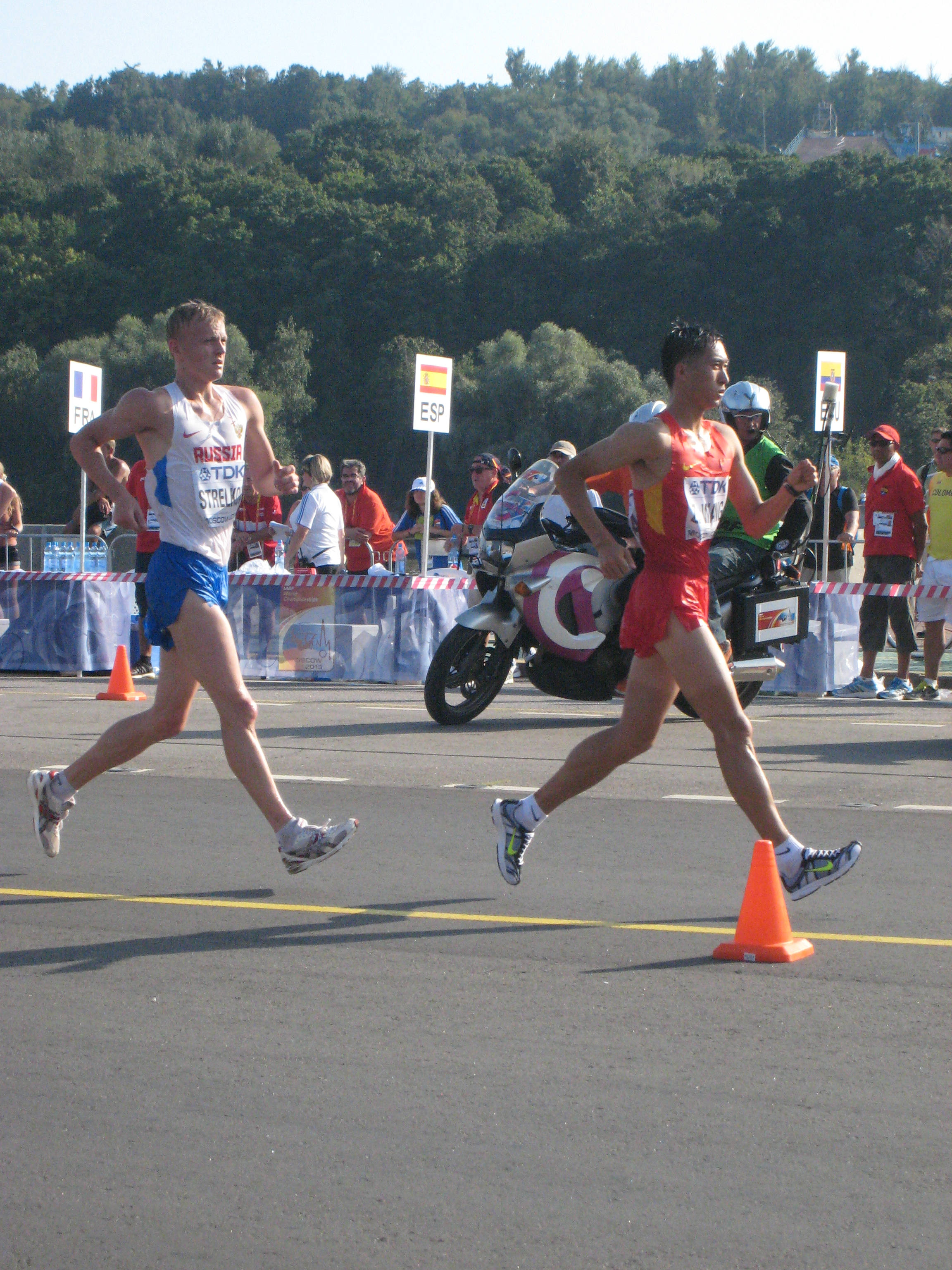
Denis Strelkow (links), Rang vier, und Wang Zhen, später disqualifiziert
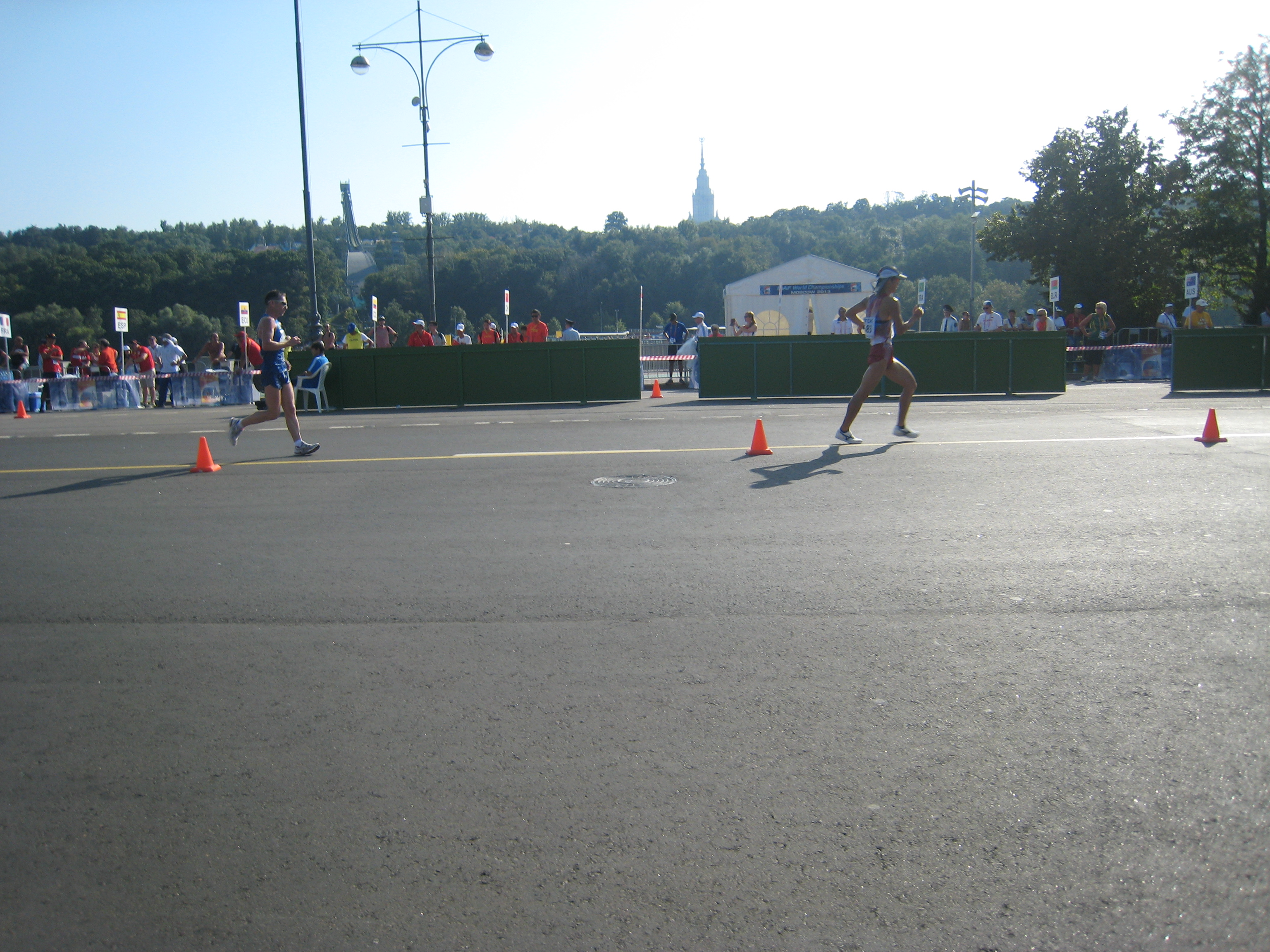
Takumi Saito (rechts), Rang fünf, und Andrii Kovenko, Rang vierzehn
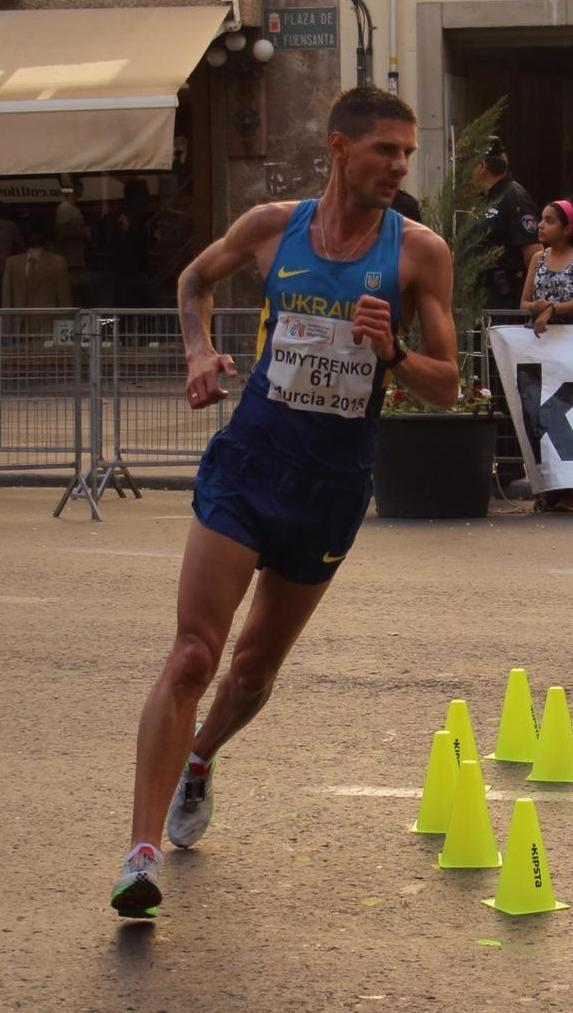
Ruslan Dmytrenko erreichte Platz sechs
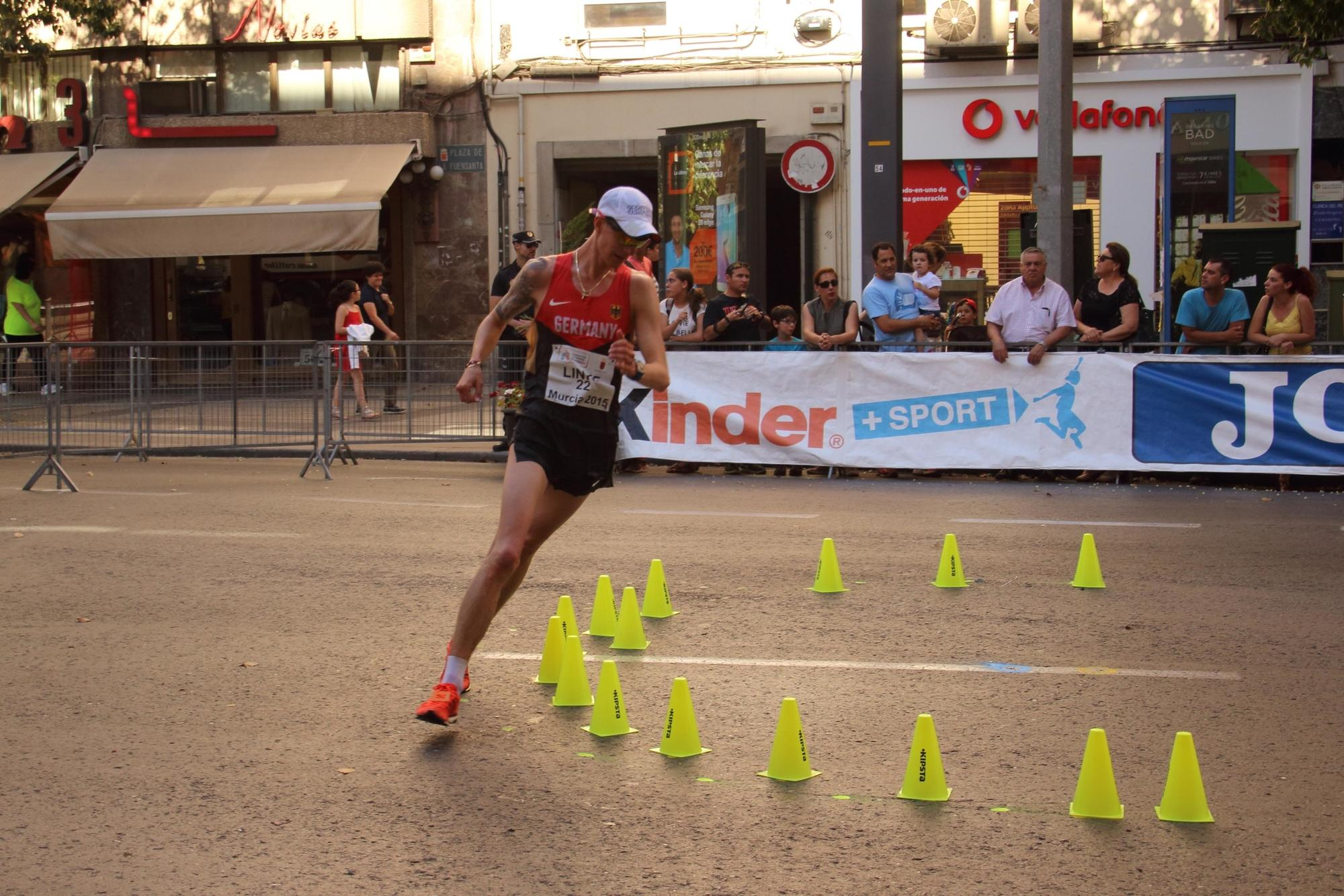
Christopher Linke belegte Rang acht
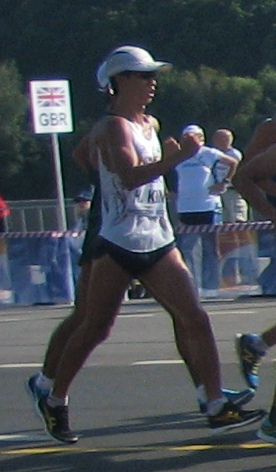
Der neuntplatzierte Kim Hyun-sub
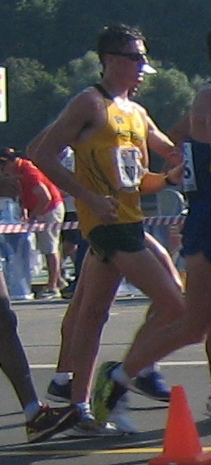
Dane Bird-Smith – Rang zehn
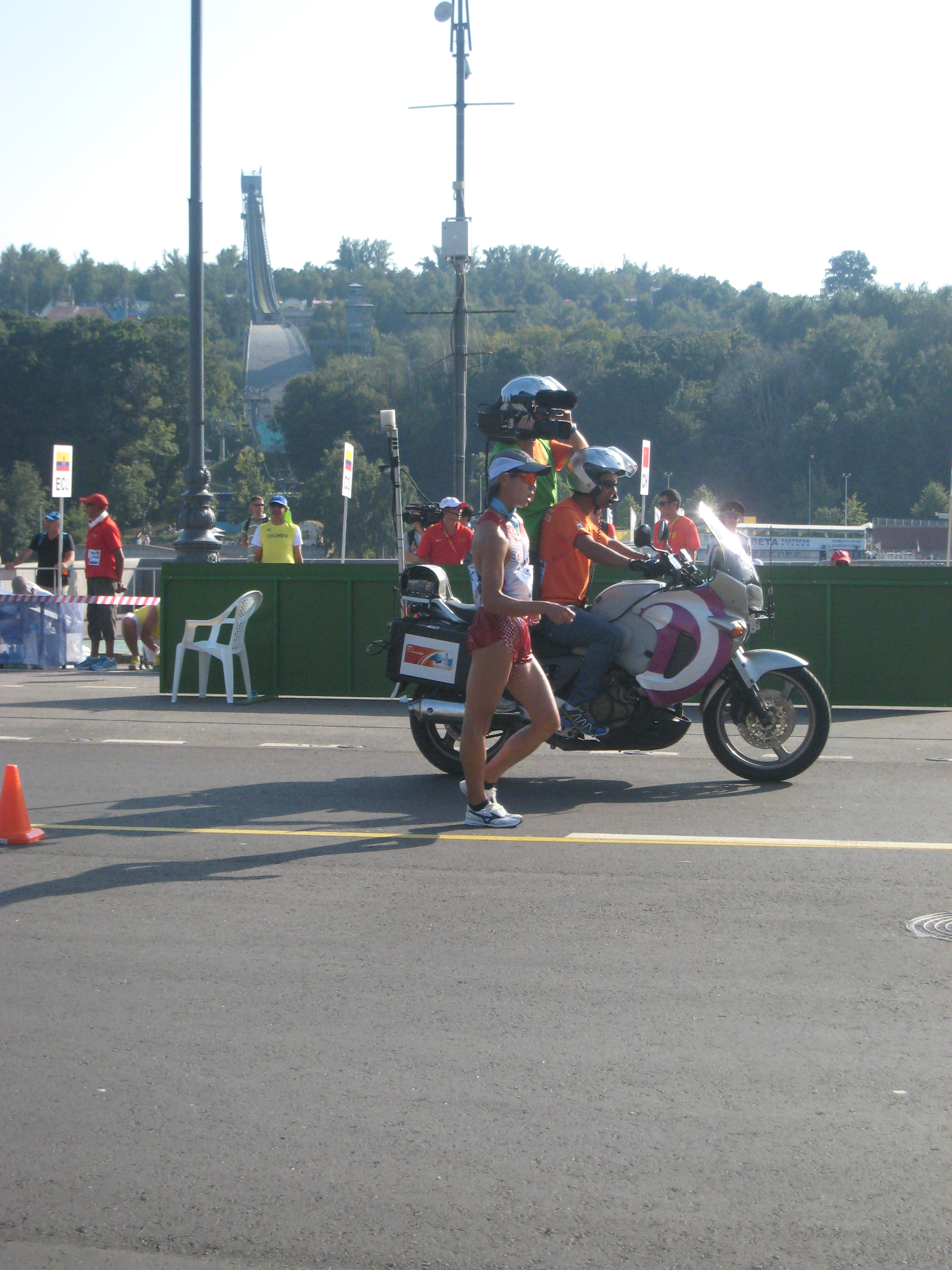
Yūsuke Suzuki wurde Elfter
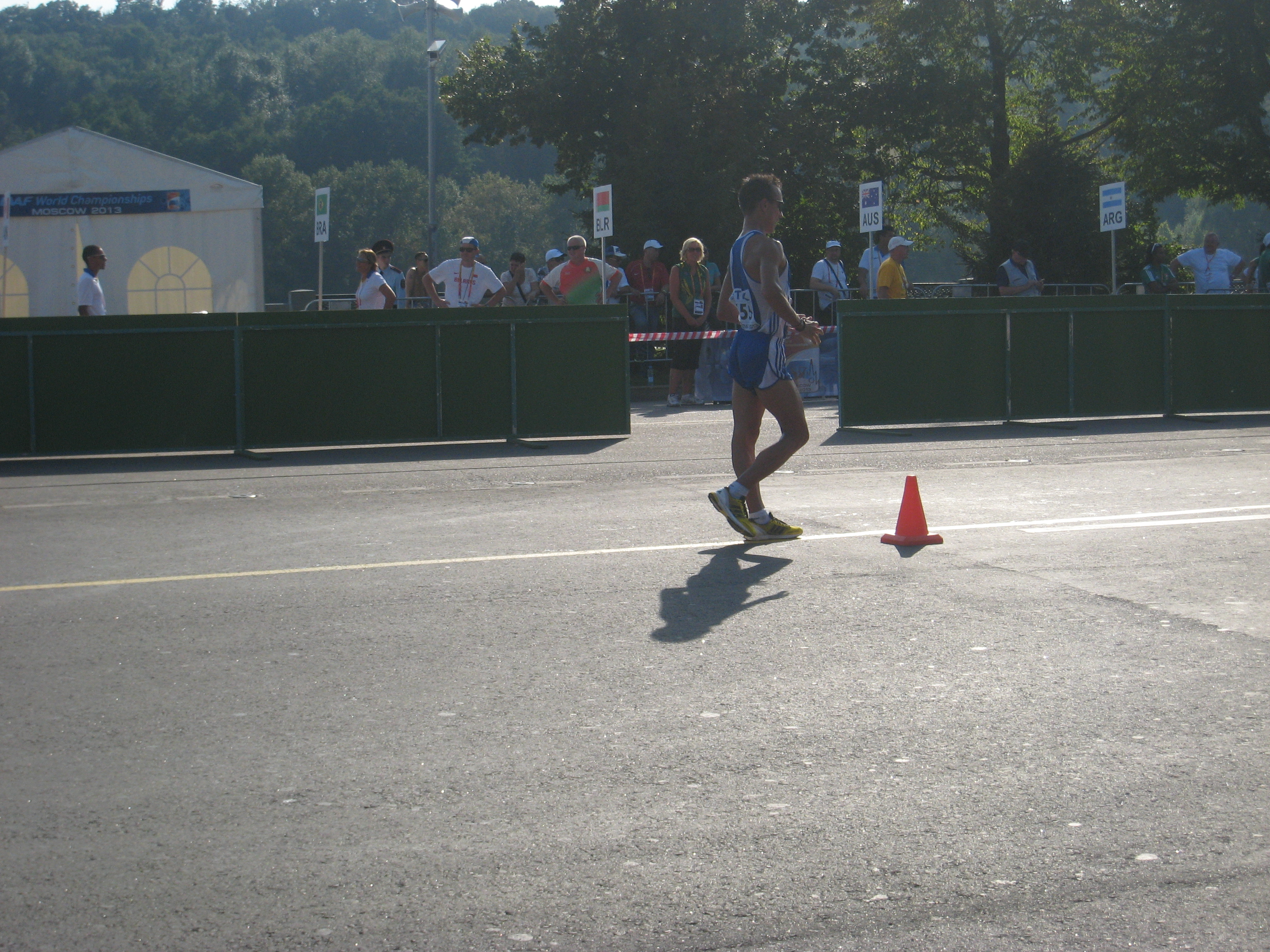
Alexandros Papamichail – Rang fünfzehn
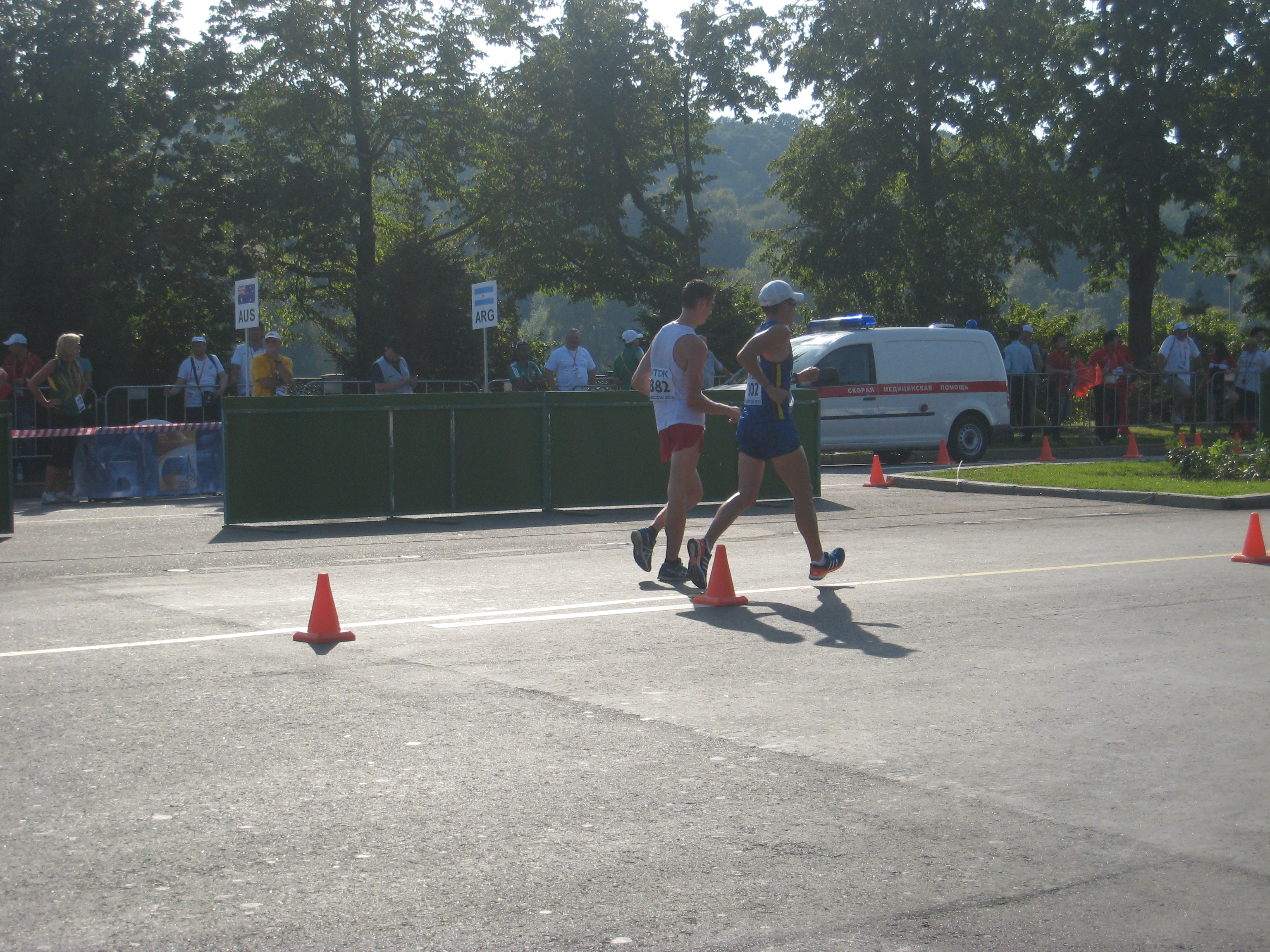
José Leonardo Montaña (rechts), Rang sechzehn, und Dawid Tomala, Rennen nicht beendet
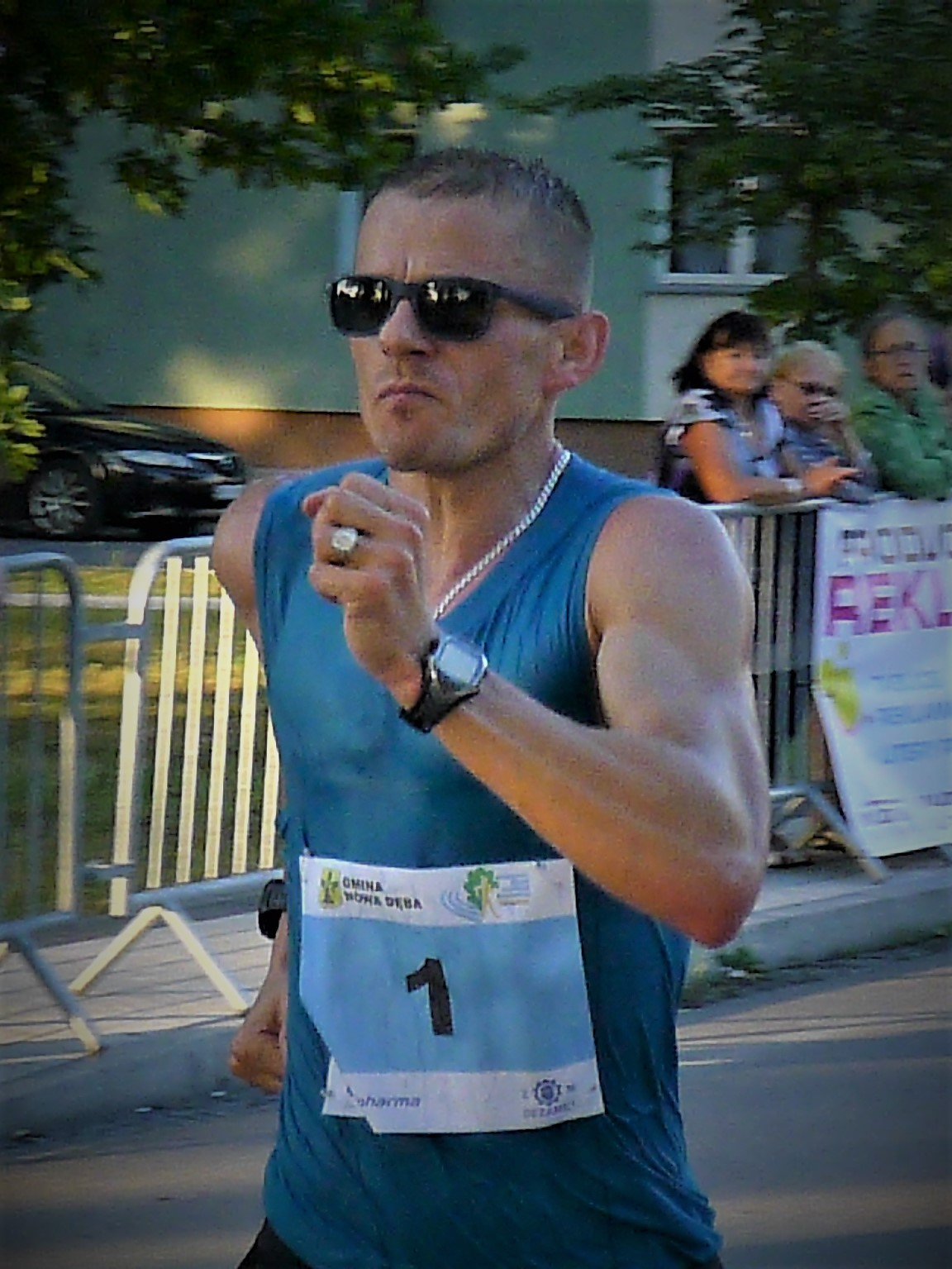
Rang achtzehn für Rafał Augustyn
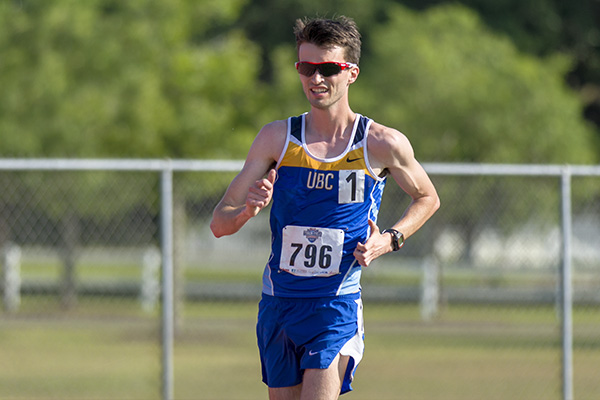
Benjamin Thorne – Rang neunzehn
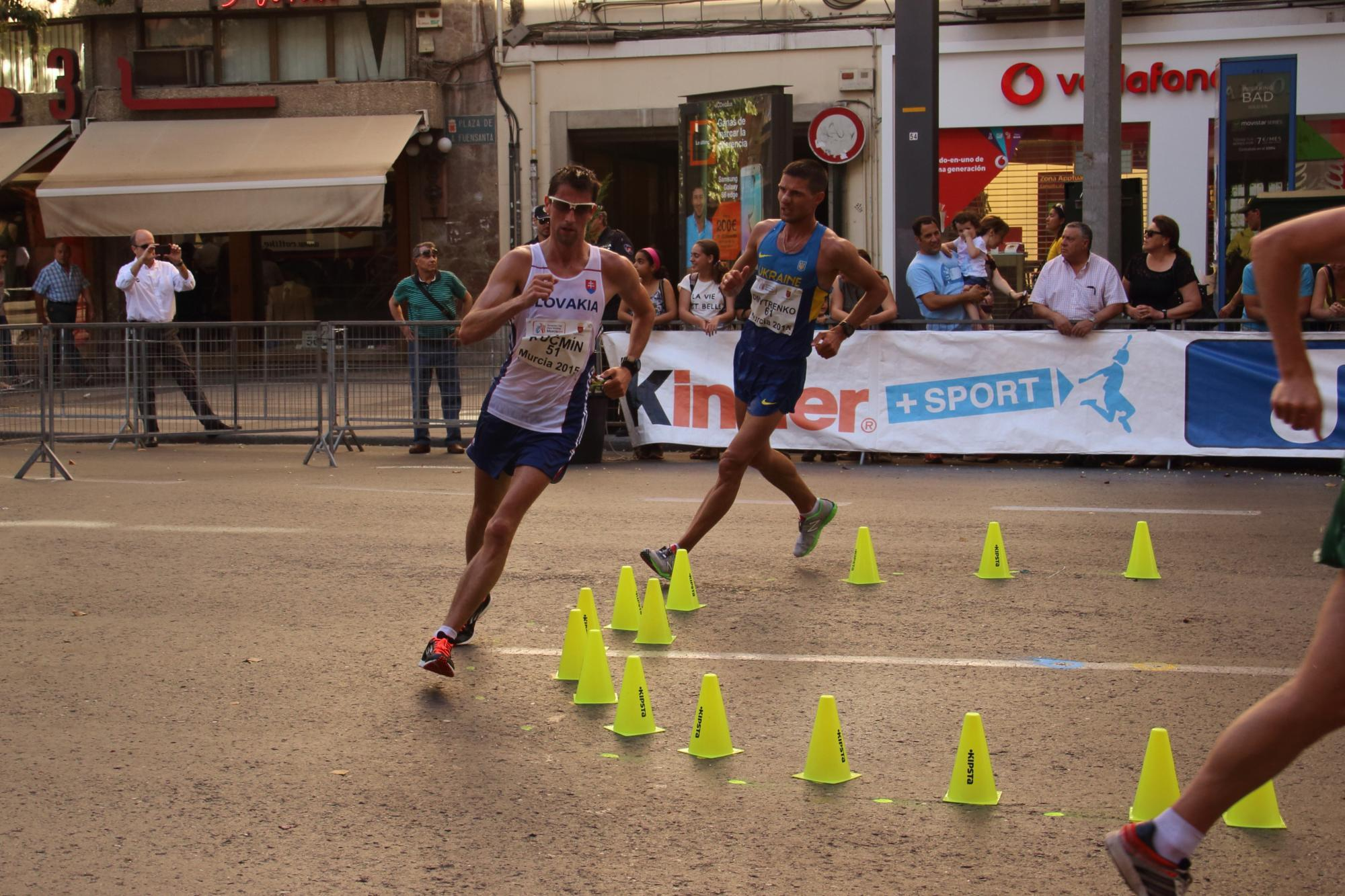
Anton Kučmín (weißes Trikot) – Rang zwanzig
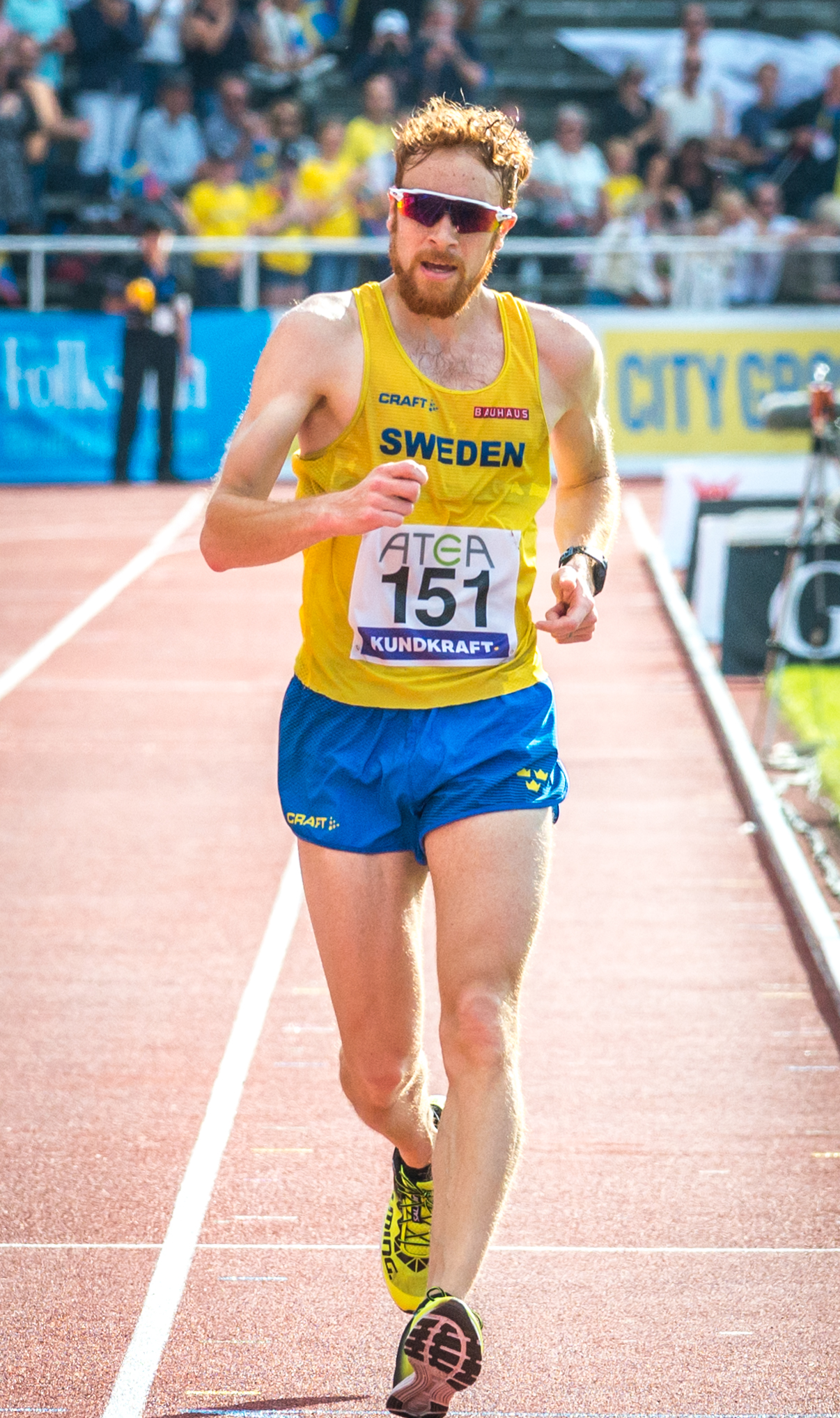
Ato Ibáñez – Rang 22
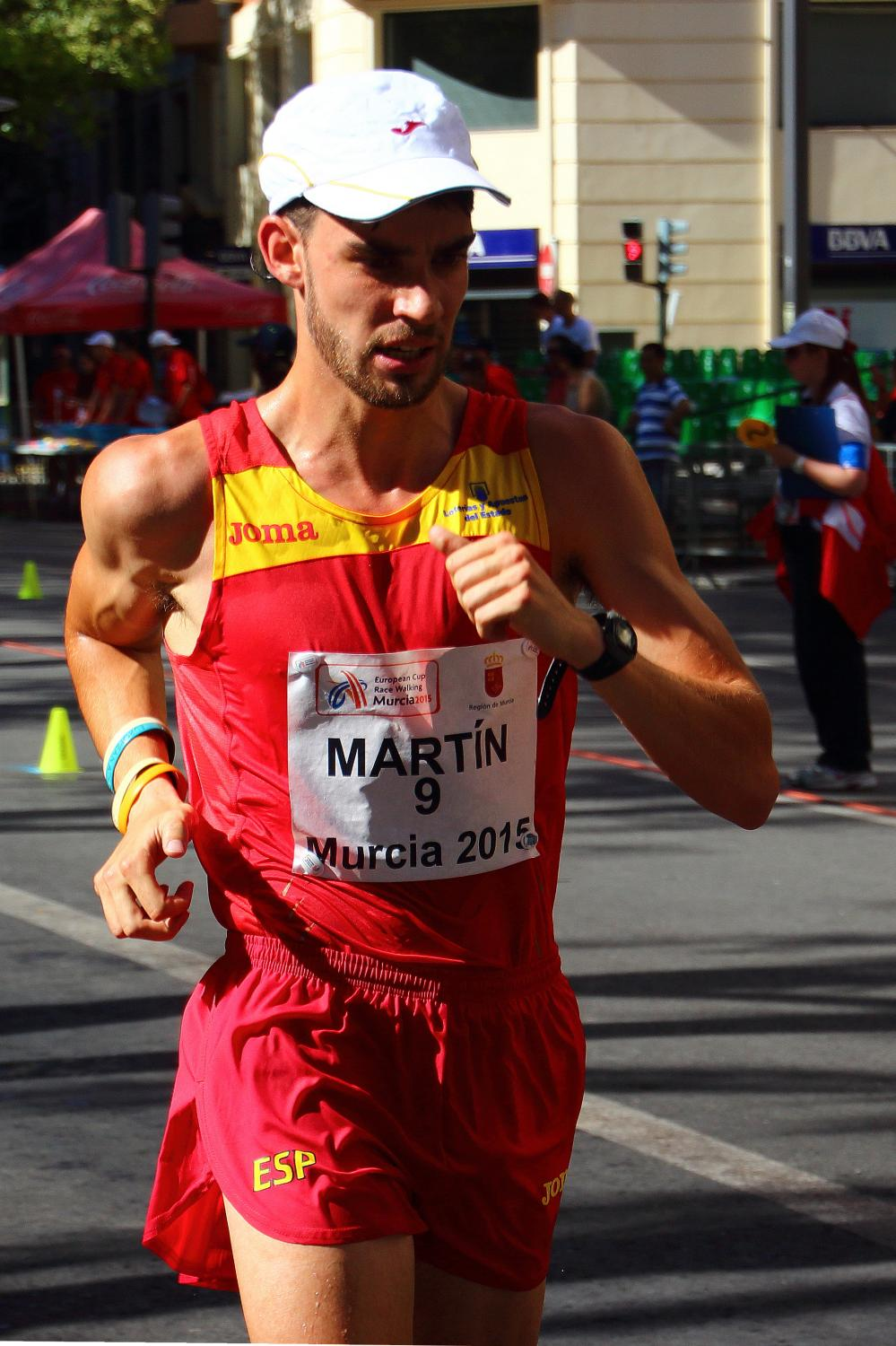
Álvaro Martín – Rang 23
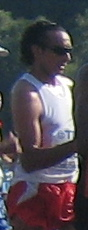
Hatem Ghoula – Rang 26
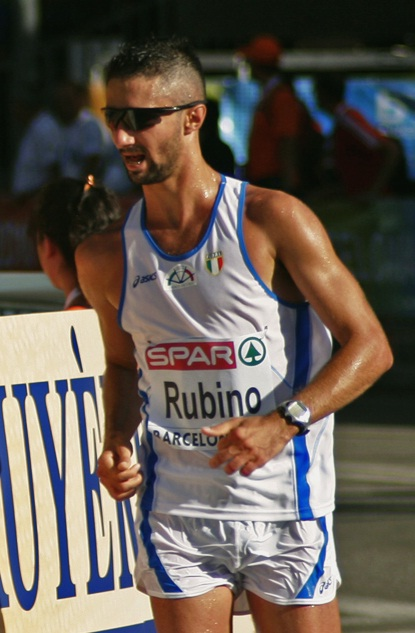
Giorgio Rubino – Rang 27
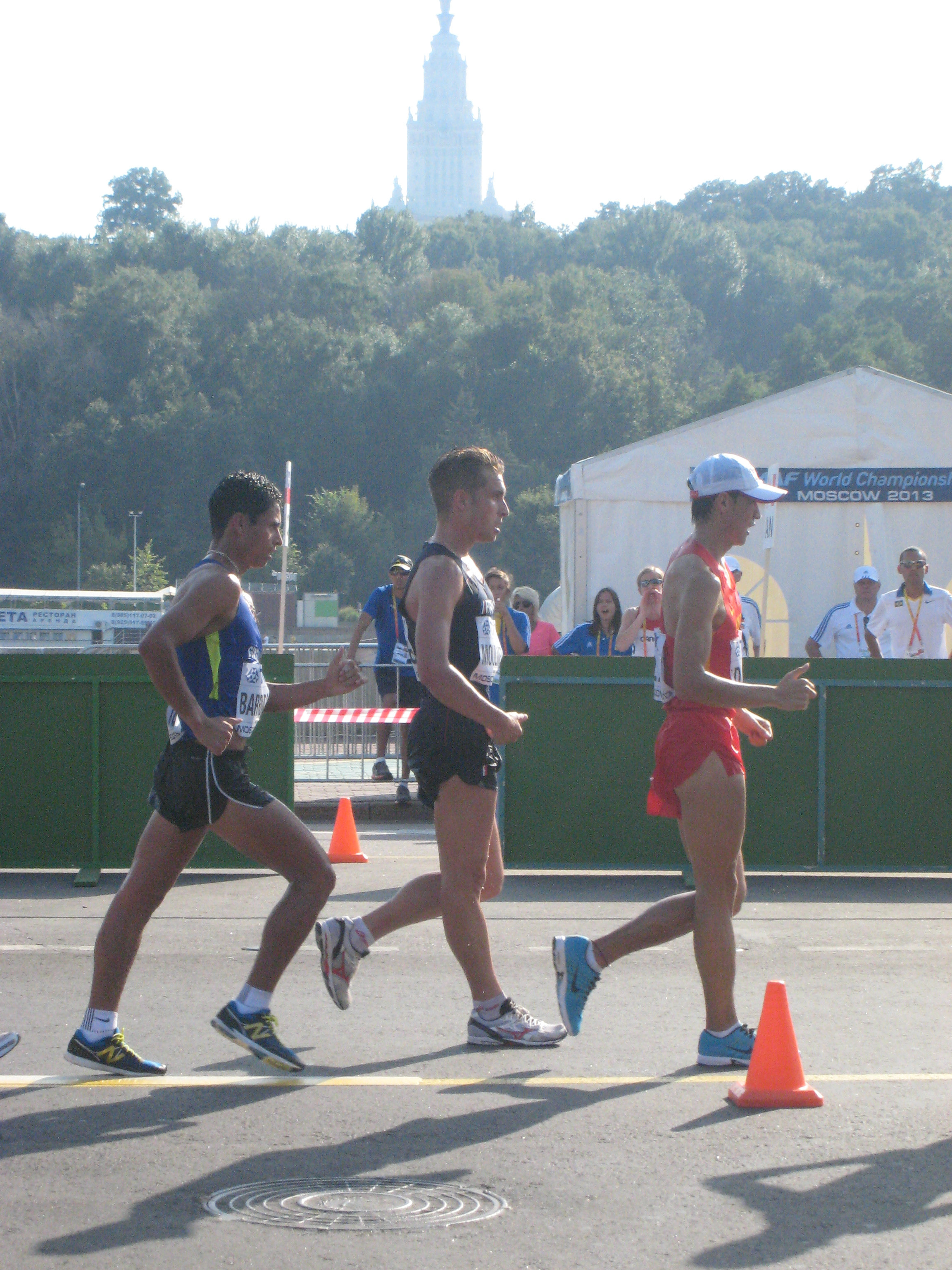
Bertrand Moulinet (Mitte), Rang 28 / Érick Bernabé Barrondo (links), später disqualifiziert / rechts Weltmeister Chen Ding
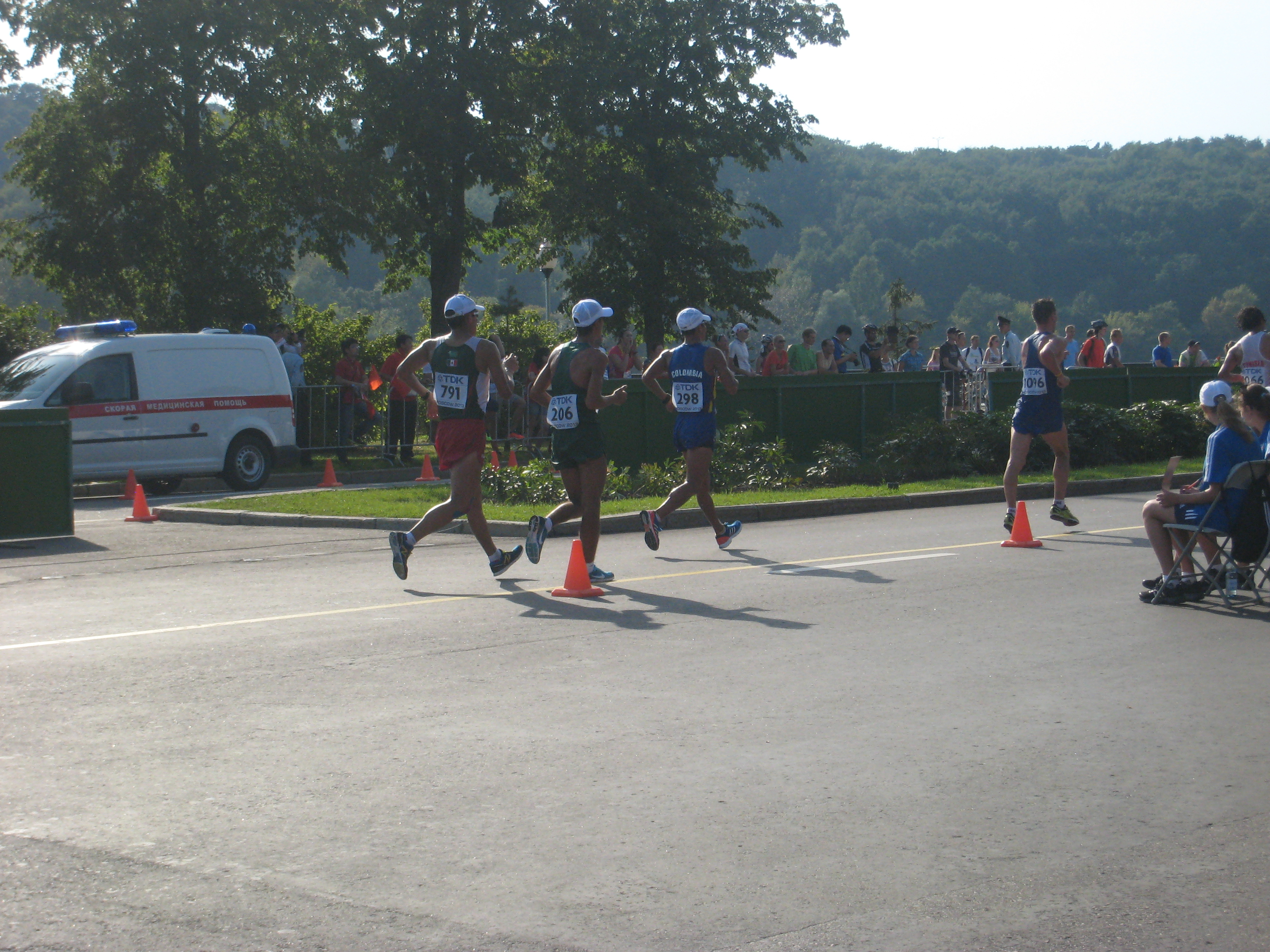
Iwan Lossew (Nr. 1096), Rang 29 / Isaac Palma (Nr. 791), Rang 35, / Eider Arévalo (Nr. 298), später Wettkampf beendet / Caio Bonfim (Nr. 206), später disqualifiziert
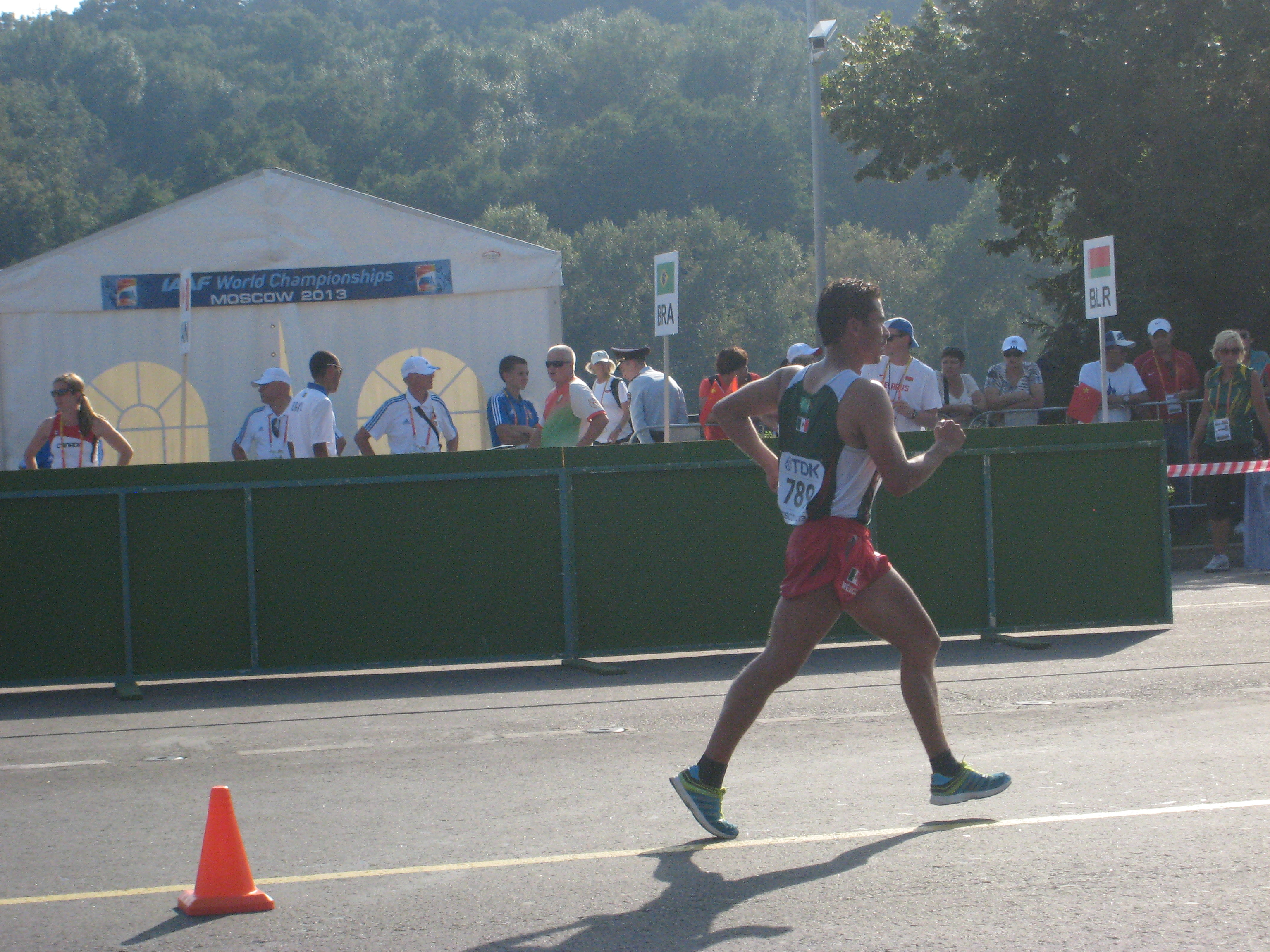
Diego Flores – Rang 31
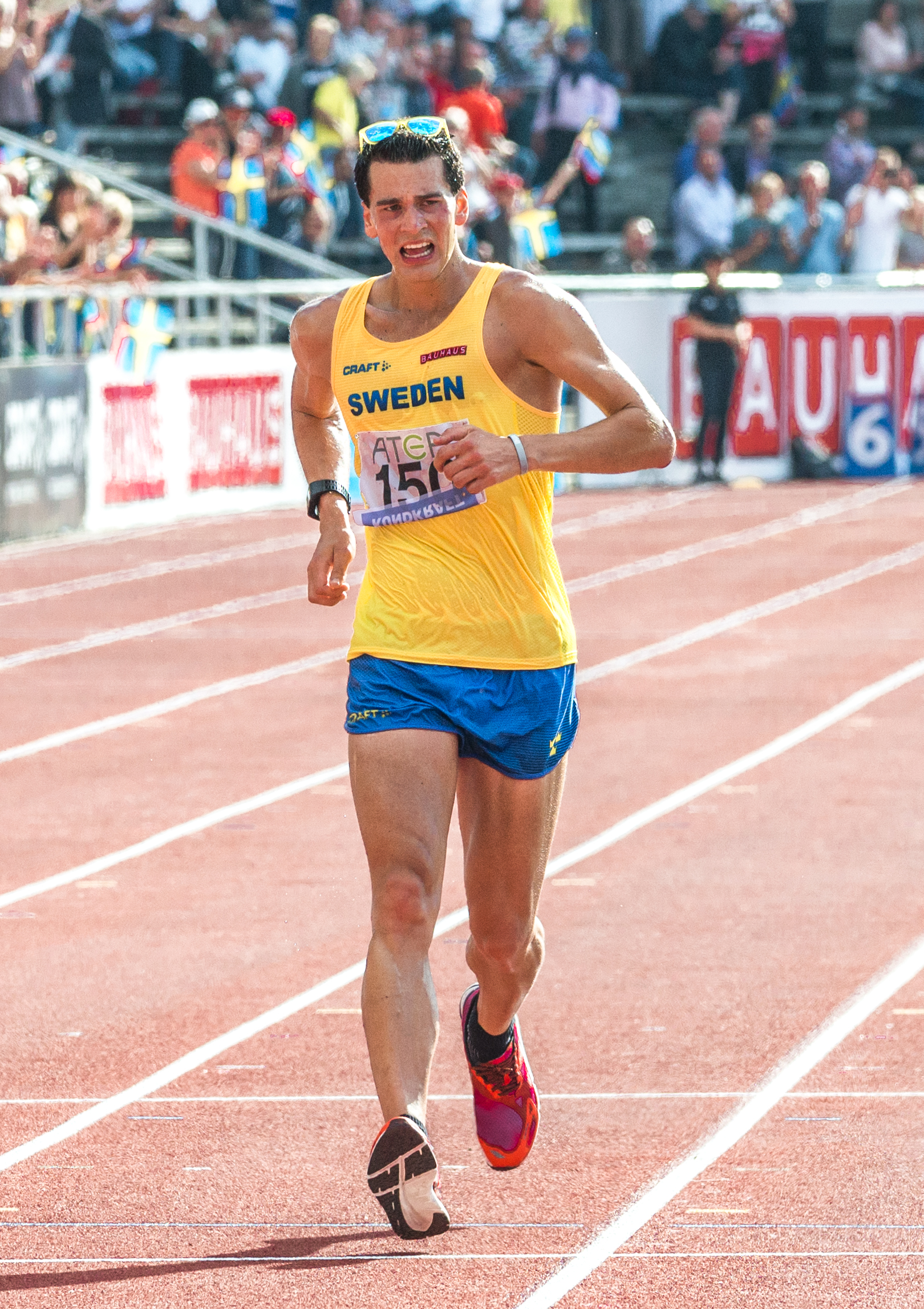
Perseus Karlström – Rang 37
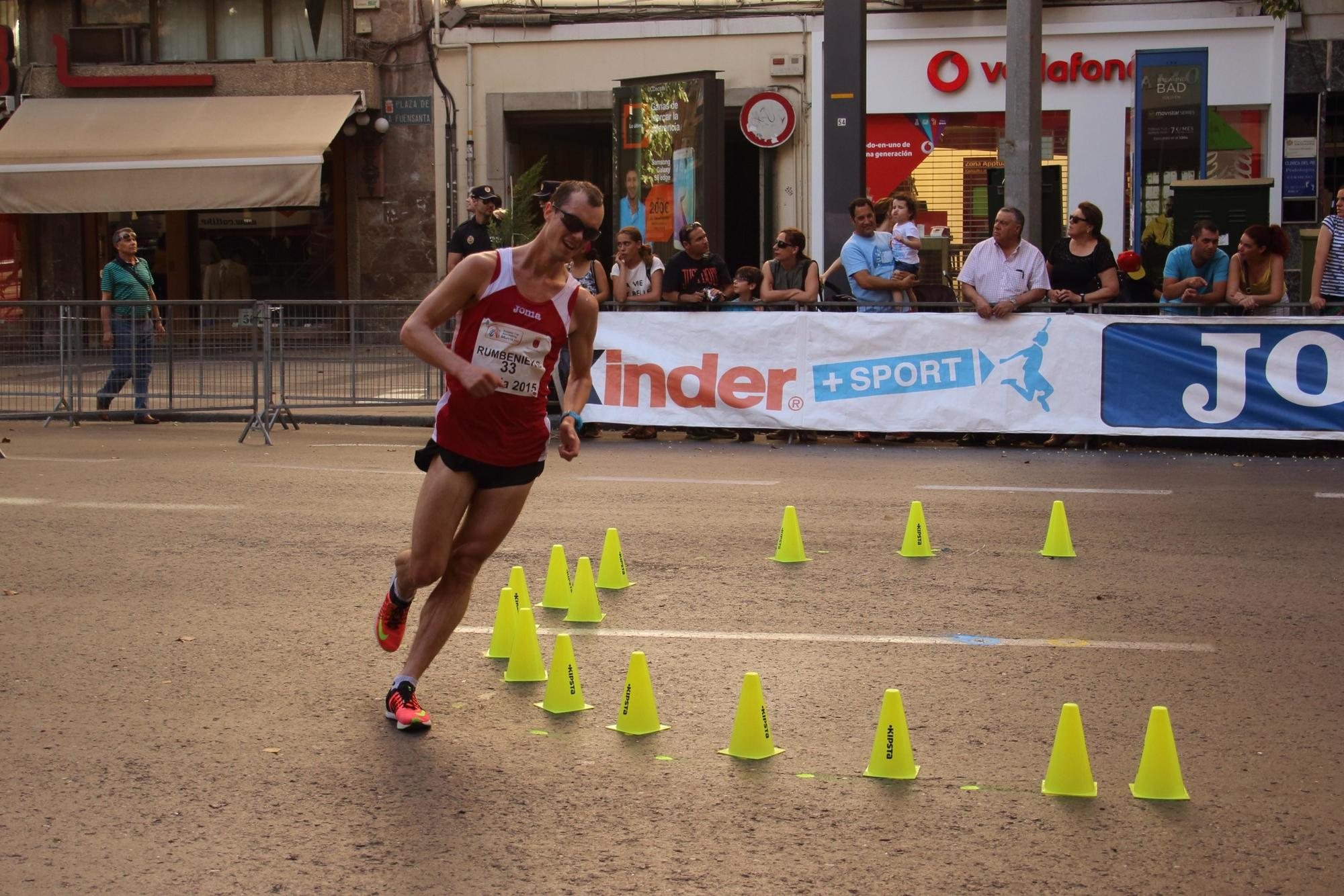
Arnis Rumbenieks – Rang 41
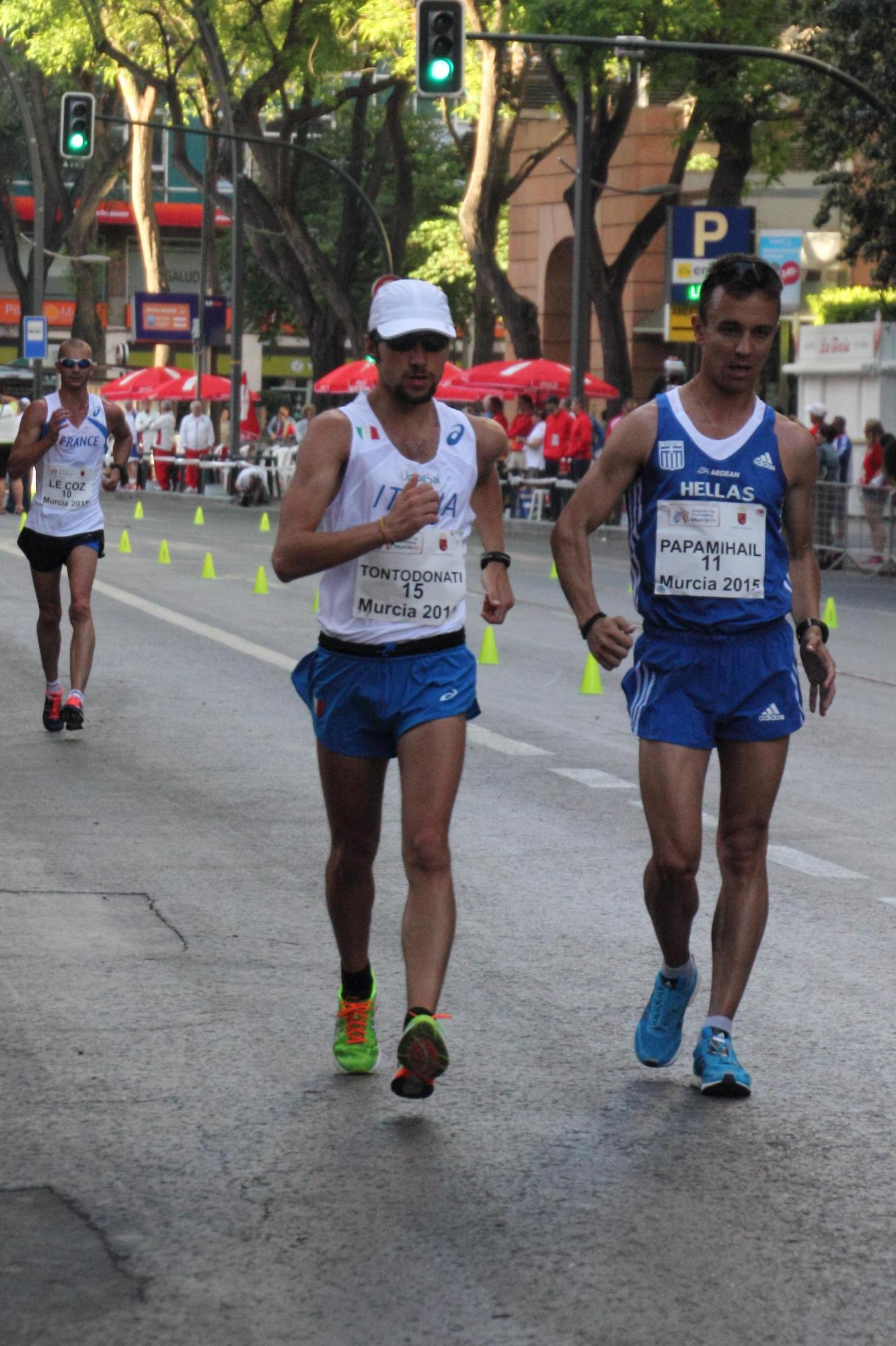
Federico Tontodonati (links) – Rang 42
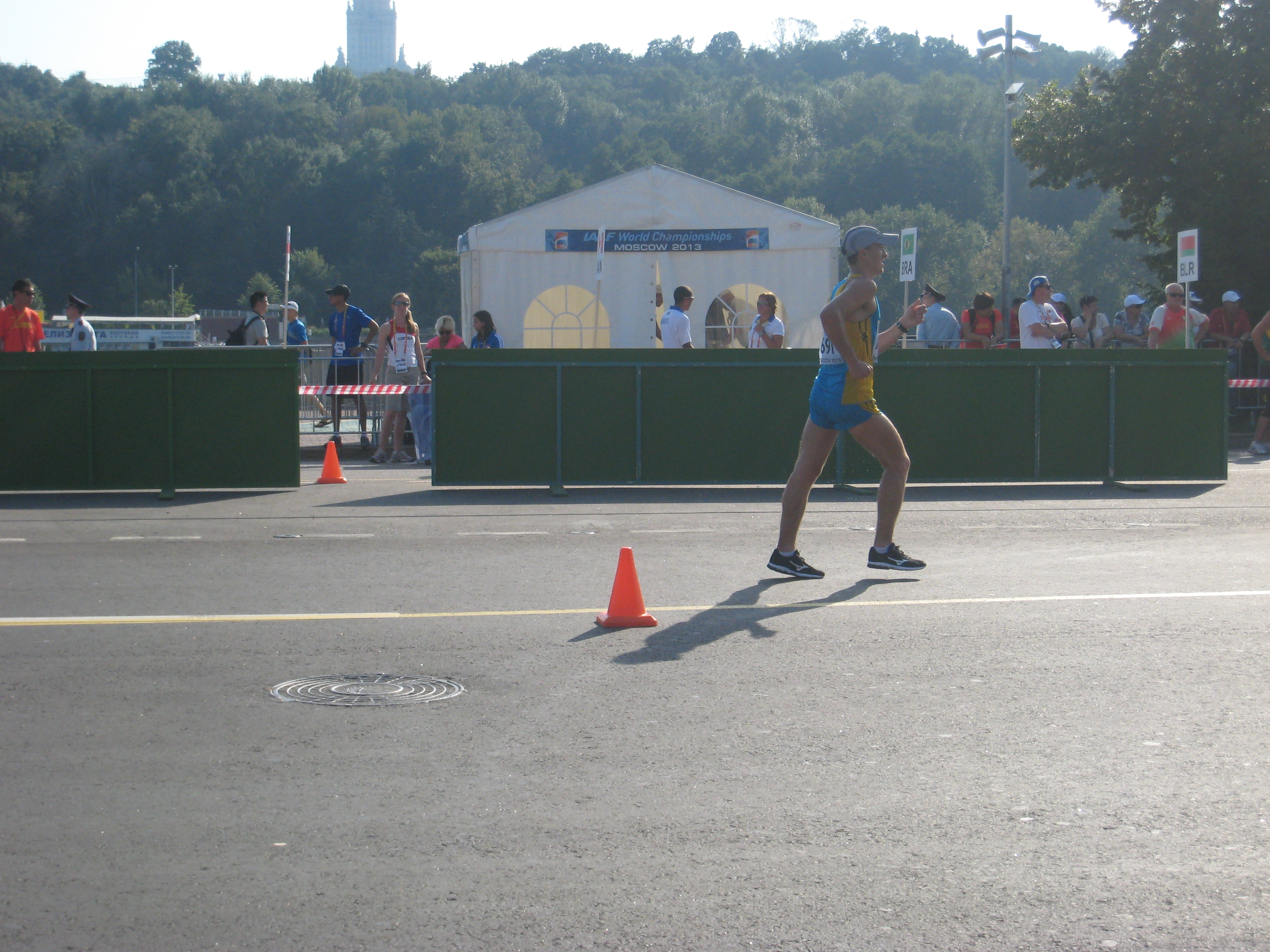
Witali Anitschkin – Rang 44
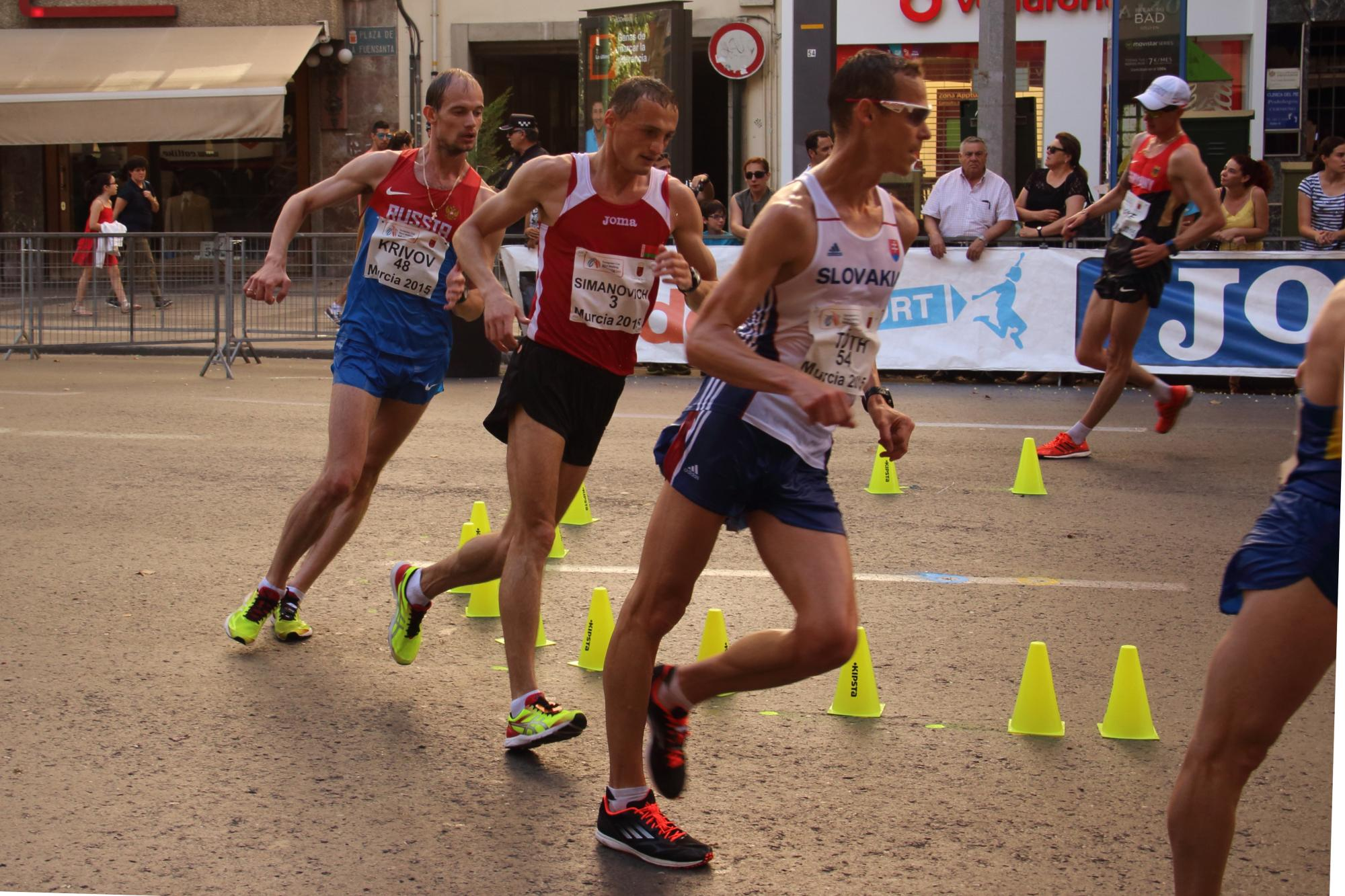
Dsjanis Simanowitsch (Mitte) – Rang 47
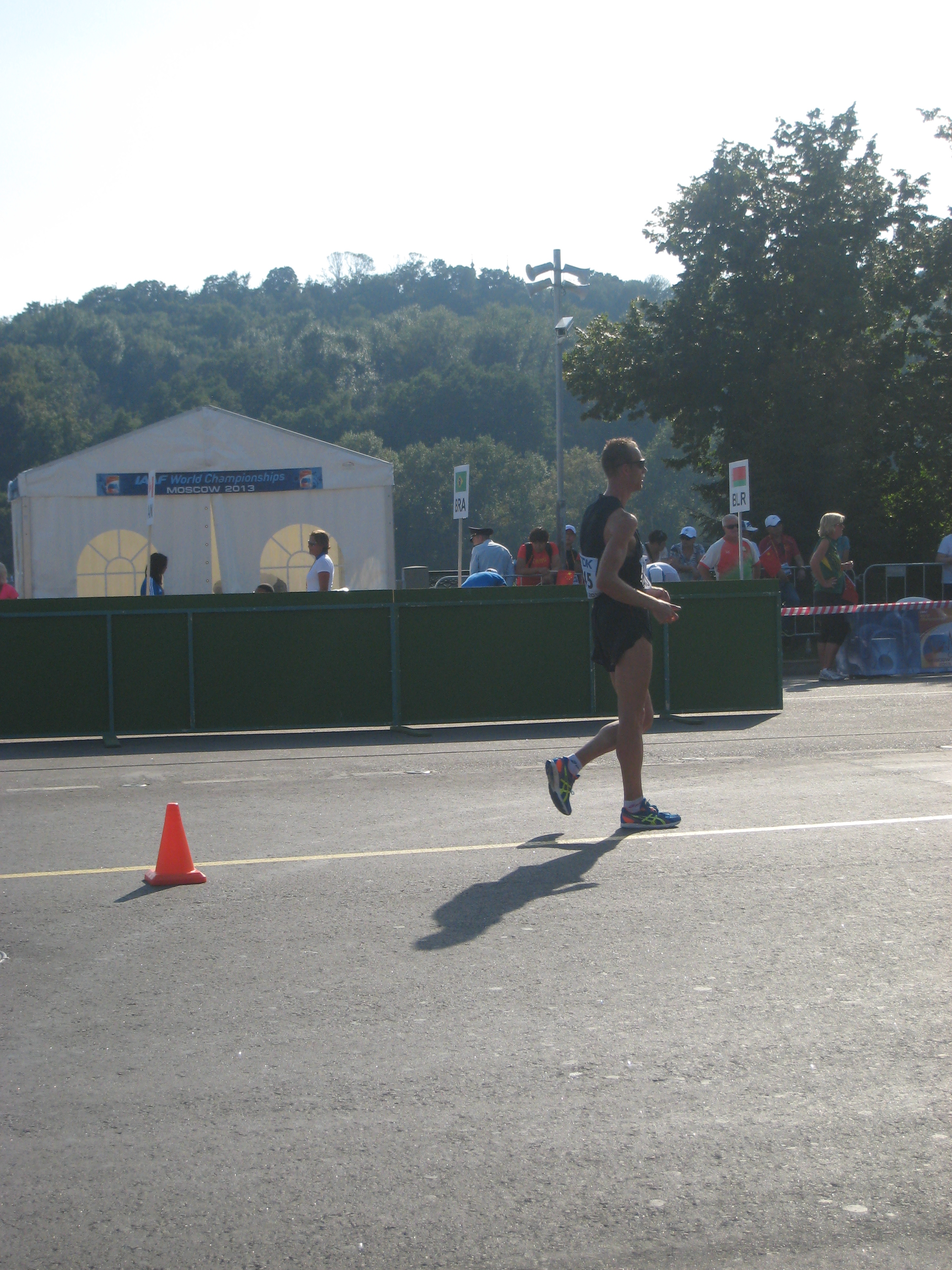
Kévin Campion – Wettkampf nicht beendet
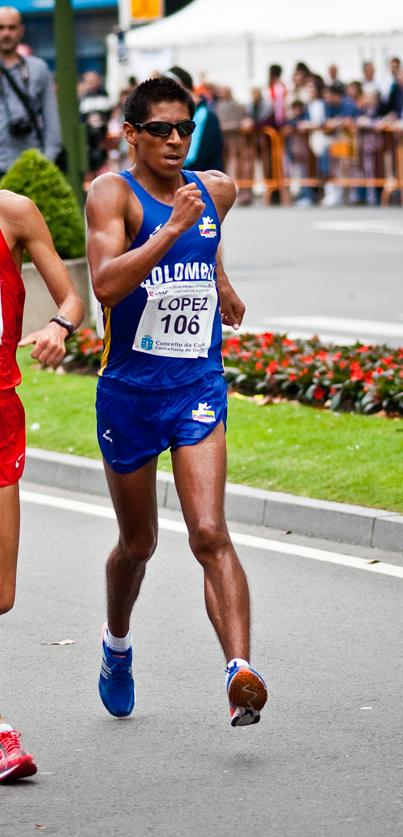
Luis Fernando López – Wettkampf nicht beendet

## Video
- World championship in athletics 2013, Moscow, walking men 20 km, youtube.com, abgerufen am 27. Januar 2021